# Hadji Dramé
Hadji Dramé, né le 10 septembre 2000 à Bamako au Mali, est un footballeur malien qui évolue au poste d'ailier droit au Dila Gori.

## Biographie

### En club
Formé au Yeelen Olympique de Bamako, au Mali, Hadji Dramé rejoint l'Europe et le Paide Linnameeskond, le 6 février 2020. Il inscrit son premier but pour le club le 6 décembre 2020 contre le JK Nõmme Kalju. Son équipe s'impose largement par sept buts à quatre ce jour-là.
En janvier 2022, Hadji Dramé rejoint le club géorgien du FC Dila Gori. Il joue son premier match avec ce club lors d'une rencontre de championnat face au FC Gagra. Son équipe s'impose par deux buts à un ce jour-là.

### En équipe nationale
Avec les moins de 17 ans, il participe à la Coupe d'Afrique des nations des moins de 17 ans en 2017. Lors de cette compétition organisé au Gabon, il joue quatre matchs. Il se met en évidence lors de la phase de poule, en inscrivant un but face au Niger, puis en étant l'auteur d'un doublé face à l'Angola. Le Mali remporte le tournoi en battant le Ghana en finale, sur la plus petite des marges (0-1).
Il dispute ensuite quelques mois plus tard la Coupe du monde des moins de 17 ans qui se déroule en Inde. Il joue sept matchs lors de ce mondial. Il s'illustre en inscrivant trois buts : un but contre le Paraguay en phase de poule, puis un but contre l'Irak en huitièmes, et enfin un dernier but contre le Ghana en quart. Il délivre égalent deux passes décisives, contre la Turquie et l'Irak. Le Mali se classe quatrième du mondial, en étant battu par le Brésil lors de la « petite finale ».
Par la suite, avec les moins de 20 ans, il participe à la Coupe d'Afrique des nations des moins de 20 ans en 2019. Lors de cette compétition organisée au Niger, il est titulaire et joue les cinq matchs de son équipe. Il se distingue en inscrivant un but contre le Ghana en phase de poule (victoire 1-0). Il délivre ensuite une passe décisive contre le Nigeria en demi-finale. Le Mali remporte la finale en battant le Sénégal après une séance de tirs au but.
Il dispute ensuite quelques mois plus tard la Coupe du monde des moins de 20 ans qui se déroule en Pologne. Il joue trois matchs lors de ce mondial. Il se met en évidence lors des huitièmes de finale, en délivrant une passe décisive face à l'Argentine. Le Mali s'incline en quart de finale face à l'Italie.

## Palmarès
- Vainqueur de la Coupe d'Afrique des nations des moins de 17 ans en 2017 avec l'équipe du Mali des moins de 17 ans
- Vainqueur de la Coupe d'Afrique des nations des moins de 20 ans en 2019 avec l'équipe du Mali des moins de 20 ans